# 여수여자고등학교
여수여자고등학교(麗水女子高等學校)는 대한민국 전라남도 여수시 관문동에 있는 공립 고등학교이다.

## 학교 연혁
- 1938년 3월 26일 : 여수 공립고등여학교로 설립
- 1938년 4월 28일 : 여수 공립고등여학교로 개교
- 1951년 9월 1일 : 학제 개편으로 중ㆍ고(여수여자고등학교) 분리
- 2012년 9월 1일 : 자율학교 지정(~2022. 8. 31.)
- 2013년 3월 1일 : 28학급(특수학급 포함) 인가·편성
- 2019년 3월 4일 : 민주시민학교 운영
- 2025년 2월 6일 : 제74회 졸업생 183명 졸업(총 졸업생 24,065명)
- 2025년 3월 1일 : 제36대 김회옥 교장 부임

## 참고 자료
- 여수여자고등학교 - 한국교육학술정보원 학교알리미